# Eutelsat 21B
O Eutelsat 21B, anteriormente denominado de Eutelsat W6A, é um satélite de comunicação geoestacionário europeu construído pela Thales Alenia Space. Ele está localizado na posição orbital de 21,5 graus de longitude leste e é de propriedade da Eutelsat, empresa com sede em Paris. O satélite foi baseado na plataforma Spacebus-4000C3 e sua vida útil estimada é de 15 anos.

## História
O mesmo foi ordenado originalmente como Eutelsat W6A para ser o substituto do satélite Eutelsat 21A (lançado em 1999).
No dia 1 de março de 2012 a Eutelsat adotou uma nova designação para sua frota de satélites, todos os satélites do grupo assumiram o nome Eutelsat associada à sua posição orbital e uma letra que indica a ordem de chegada nessa posição, então o satélite Eutelsat W6A foi renomeado para Eutelsat 21B.

## Lançamento
O satélite foi lançado com sucesso ao espaço no dia 10 de novembro de 2012 às 21:05 UTC, por meio de um veículo Ariane 5 ECA a partir da rampa de lançamento ELA-3 do Centro Espacial de Kourou, na Guiana Francesa, juntamente com o satélite brasileiro StarOne C3. Ele tinha uma massa de lançamento de 5.012 kg

## Capacidade
O Eutelsat 21B é equipado com 40 transponders em banda Ku para fornecer dados, vídeo profissional e serviços públicos em toda a Europa, Norte da África, Oriente Médio e Ásia Central.

## Cobertura
O satélite é equipado com um transmissor amplo varrendo a Europa a África do Norte e a Ásia Central, e dois feixes de alta potência dedicados para adicionar maior flexibilidade para cobertura regional do Norte da África e no Oriente Médio.